# Кіладзе Яго Гурамович
Яго Гурамович Кіладзе (нар. 24 лютого 1986, Сачхере, Грузинська РСР, СРСР) — український боксер- професіонал, грузинського походження, який виступає у першій важкій та важкій вагових категоріях.
У грудні 2017 року Яго Кіладзе входив до числа найсильніших важкоатлетів Європи і займав 9-й рядок у світовому рейтингу WBO, і 12-му — в рейтингу IBF.

## Біографія
Народився 1986 року в Грузії, у невеликому містечку Сачхері, у якому із сім'єю прожив довгий час. Коли в 17-річному віці Яго вступив до державної спортивної академії в Тбілісі, тоді ж вся сім'я вирішила переїхати жити до столиці Грузії, де живе по теперішній час. Яго наймолодша дитина в сім'ї. Він має дві старші сестри Теа і Еліса та старшого брата Карла.

## Аматорська кар'єра
Боксом почав займатися у 13-річному віці у себе на батьківщині. У 17 років він став членом національної збірної команди Грузії та у 20 років уже став першим її номером. Якоїсь миті його аматорську кар'єру перервала травма, після чого стався конфлікт із тренером і керівництвом національної федерацією боксу Грузії, і Яго вирішив припинити виступи на аматорському рингу.

## Професійна кар'єра
Переїхавши до Донецька, Яго вирішив спробувати свої сили у професіоналах та за підсумками кількох переглядових спарингів Кіладзе отримав пропозицію «Union Boxing Promotion», підписав контракт, прийняв українське громадянство і в серпні 2007 року успішно дебютував серед профі.
За перші два роки професійної кар'єри Кіладзе провів 10 боїв і виграв їх усі, причому вісім його суперників виявилися повалені достроково. А в жовтні 2009-го Яго приміряв свій перший чемпіонський пояс, ставши інтерконтинентальним чемпіоном WBC серед молоді в першій важкій вазі, після чого провів два успішні захисту, нокаутувавши німця Маттіаса Сандова і перемігши за очками латиша Артура Кулікаускіса, що відзначається своєю стійкістю та бойовим характером.
Через рік Кіладзе поповнив свою колекцію ще одним титулом, цього разу вже «дорослим»: брутально знищивши угорця Золтана Чекуса, на яке Кіладзе витратив менше трьох хвилин, принесло йому звання Інтерконтинентального чемпіона за версією WBA та місце у топ-15 світового рейтингу. цієї престижної організації. Цей титул уродженець Тбілісі успішно захищав чотири рази поспіль. Відстоюючи пояс, Яго розгромив по очках непоступливого аргентинця Даніеля Санабрію, учинив швидкі розправи над учасником Олімпіади-1996 з Угорщини Йожефом Надем і французом Жюльєном Пер'є і, нарешті, «в одну каліку» перебоксував досвідченого бельгійського ветерана Ісмаїла Абдула, якого виділяє «бетонне» підборіддя та колосальний досвід протистояння найсильнішим важкоатлетам Європи та світу.

#### Бій з Йоурі Каленгою
Влітку 2013 року Кіладзе вперше провів бій поза Україною — у Берліні. Дебютний виступ за кордоном, де йому протистояв уродженець Демократичної Республіки Конго Йоурі Кайембре Каленга, також на той момент непереможений, обернувся для Яго першою поразкою в кар'єрі. Кіладзе без особливих проблем виграв у Каленги перший раунд, але наступної трихвилинки пропустив потужний удар праворуч і опинився в нокауті. Після цього бою Каленга став тимчасовим чемпіоном світу WBA, а у квітні 2015 року бився з повноважним чемпіоном світу Денисом Лебедєвим, поступившись росіянину за очками у завзятому поєдинку.
Після програшу Кіладзе провів поза рингом 10 місяців, а потім відновив виступи, нокаутувавши угорця Аттілу Палко у «відновлювальному» поєдинку, який відбувся навесні 2014 року в Броварах у рамках турніру «K2 Promotions Ukraine».
З того часу Яго провів ще два переможні бою, причому обидва рази виступав в андеркарті у Володимира Кличка, якому він допомагав готуватися до боїв проти Кубрата Пулєва і Брайанта Дженнінгса як спаринг-партнер. Так, у листопаді 2014-го в німецькому Гамбурзі Кіладзе нокаутував місцевого боксера Бьорна Блашку на «розігріві» у Кличка та Пулєва. А 25 квітня цього ж року уродженець Грузії з українським паспортом успішно дебютував у США, зупинивши американського джорнімена Рейфорда Джонсона на нью-йоркській арені «Madison Square Garden». Цей вихід Яго в ринг відбувся в андеркарті бою Володимир Кличко — Брайант Дженнінгс.

#### Бій з Адамом Ковнацьким
20 січня 2018 року відбувся бій Кіладзе з 28-річним боксером-проспектом польського походження Адамом Ковнацьким (16-0, 13 KO), якому Кіладзе програв нокаутом у 6-му раунді.

#### Бій з Ефе Аджагба
21 грудня 2019 року відбувся бій Кіладзе з 25-річним боксером-проспектом нігерійським нокаутером Ефе Аджагба (11-0, 9 KO), якому Кіладзе програв нокаутом у 5-му раунді, але при цьому і сам послав нігерійця в нокдаун 3-му раунді.

## Статистика професійних боїв
| 34 поєдинки, 27 перемог (19 нокаутом), 1 нічия, 6 поразок. | 34 поєдинки, 27 перемог (19 нокаутом), 1 нічия, 6 поразок. | 34 поєдинки, 27 перемог (19 нокаутом), 1 нічия, 6 поразок. | 34 поєдинки, 27 перемог (19 нокаутом), 1 нічия, 6 поразок. | 34 поєдинки, 27 перемог (19 нокаутом), 1 нічия, 6 поразок. | 34 поєдинки, 27 перемог (19 нокаутом), 1 нічия, 6 поразок.                                                                           |
| Бій                                                        | Дата бою                                                   | Суперник                                                   | Місце проведення бою                                       | Раундів, час                                               | Коментарі |
| ---------------------------------------------------------- | ---------------------------------------------------------- | ---------------------------------------------------------- | ---------------------------------------------------------- | ---------------------------------------------------------- | --- |
| 34                                                         | 1 січня 2022                                               | Віктор Вихрист (8-0)                                       | Seminole Hard Rock Hotel & Casino, Голлівуд, Флорида, США  | TKO 2 (8), 1:44                                            | |
| 33                                                         | 5 вересня 2021                                             | Метью МакКінні (8-3-2)                                     | Minneapolis Armory, Міннеаполіс, Міннесота, США            | TKO 2 (8), 2:27                                            | |
| 32                                                         | 21 грудня 2019                                             | Ефе Аджагба (11-0)                                         | Тойота Арена, Онтеріо, Каліфорнія, США                     | KO 5 (10), 2:09                                            | |
| 31                                                         | 18 травня 2019                                             | Роберт Альфонсо (18-0)                                     | Барклайс-центр, Бруклін, Нью-Йорк, США                     | SD 8 (8)                                                   | Рахунок: 77-75, 76-76, 75-77. |
| 30                                                         | 30 вересня 2018                                            | Джозеф Джойс (5-0)                                         | Онтеріо, Каліфорнія, США                                   | KO 5 (10), 0:41                                            | |
| 29                                                         | 10 червня 2018                                             | Майкл Гантер (13-1)                                        | Ланкастер, Каліфорнія, США                                 | KO 5 (10), 2:52                                            | |
| 28                                                         | 20 січня 2018                                              | Адам Ковнацький (16-0)                                     | Барклайс-центр, Бруклін, США                               | KO 6 (10), 2:08                                            | |
| 27                                                         | 4 листопада 2017                                           | Педро Хуліо Родрігес (23-2)                                | Барклайс-центр, Бруклін, США                               | TKO 2 (8), 1:18                                            | |
| 26                                                         | 25 лютого 2017                                             | Байрон Поллі (30-19-1)                                     | Legacy Arena, Бірмінгем, Алабама, США                      | KO 1 (8), 2:11                                             | |
| 25                                                         | 13 червня 2015                                             | Лукаш Русевич (19-19)                                      | Черкаси, Україна                                           | UD 8 (8)                                                   | Рахунок: 80-73, 80-72 (двічі). |
| 24                                                         | 25 квітня 2015                                             | Рейфорд Джонсон (11-17)                                    | Мэдисон-сквер-гарден, Нью-Йорк, США                        | ТКО 4 (8), 2:59                                            | |
| 23                                                         | 15 ноября 2014                                             | Бйорн Блашке (9-3-1)                                       | Гамбург, Німеччина                                         | ТКО 3 (8), 1:37                                            | |
| 22                                                         | 10 листопада 2014                                          | Аттіла Палко (17-11)                                       | Бровари, Україна                                           | TKO 3 (8), 1:25                                            | |
| 21                                                         | 8 червня 2013                                              | Йоури Каленга (15-0)                                       | Берлін, Німеччина                                          | KO 2 (10), 2:10                                            | |
| 20                                                         | 10 листопада 2012                                          | Ісмаїл Абдул (46-24-2)                                     | Донецьк, Україна                                           | UD 12 (12)                                                 | Рахунок: 120-108 (трижды). Захистив титул чемпіона за версією WBA Inter-Continental у 1-й важкій вазі (4-тий захист Кіладзе).        |
| 19                                                         | 29 квітня 2012                                             | Жульєн Перьйо (15-8)                                       | Донецьк, Україна                                           | КО 2 (12)                                                  | Захистив титул чемпіона за версією WBA Inter-Continental у 1-й важкій вазі (3-тий захист Кіладзе).                                   |
| 18                                                         | 10 січня 2012                                              | Йозеф Надь (26-10)                                         | Донецьк, Україна                                           | ТКО 2 (12)                                                 | Захистив титул чемпіона за версією WBA Inter-Continental у 1-й важкій вазі (2-ий захист Кіладзе).                                    |
| 17                                                         | 26 серпня 2011                                             | Даніель Алехандро Санабріа (13-1)                          | Донецьк, Україна                                           | UD 12 (12)                                                 | Рахунок: 120-106, 120-106, 120-106. Захистив титул чемпіона за версією WBA Inter-Continental у 1-й важкій вазі (1-й захист Кіладзе). |
| 16                                                         | 14 січня 2011                                              | Золтан Чекуш (14-4-1)                                      | Донецьк, Україна                                           | КО 1 (12)                                                  | Завоював вакантний титул чемпіона за версією WBA Inter-Continental у 1-ій важкій вазі.                                               |
| 15                                                         | 30 серпня 2010                                             | Артурс Калікаукіс (7-3-1)                                  | Донецьк, Україна                                           | UD 10/10                                                   | |
| 14                                                         | 14 травня 2010                                             | Сергій Шитиков (0-1)                                       | Донецьк, Україна                                           | ТКО 2/8                                                    | |
| 13                                                         | 20 лютого 2010                                             | Маттьяс Сандоу (5-4)                                       | Донецьк, Україна                                           | ТКО 2/10                                                   | |
| 12                                                         | 24 грудня 2009                                             | Денис Симкін (0-1-1)                                       | Донецьк, Україна                                           | UD 6/6                                                     | |
| 11                                                         | 3 жовтня 2009                                              | Ісроїл Курбанов (5-4-1)                                    | Донецьк, Україна                                           | UD 10/10                                                   | |
| 10                                                         | 26 червня 2009                                             | Юрій Горбенко (0-3)                                        | Донецьк, Україна                                           | ТКО 3/8                                                    | |
| 9                                                          | 10 квітня 2009                                             | Дмитро Адамович (14-21)                                    | Донецьк, Україна                                           | ТКО 3/8                                                    | |
| 8                                                          | 30 січня 2009                                              | В'ячеслав Тітенко (0-2)                                    | Донецьк, Україна                                           | ТКО 1/8                                                    | |
| 7                                                          | 20 листопада 2008                                          | Олексій Карпенко (0-1)                                     | Донецьк, Україна                                           | UD 4/4                                                     | |
| 6                                                          | 8 июля 2008                                                | Руслан Семенов (2-16-1)                                    | Донецьк, Україна                                           | UD 8/8                                                     | |
| 5                                                          | 6 травня 2008                                              | Валерій Макєєв (1-30)                                      | Донецьк, Україна                                           | ТКО 4/8                                                    | |
| 4                                                          | 25 березня 2008                                            | Євген Шелест (0-1)                                         | Донецьк, Україна                                           | КО 2/6                                                     | |
| 3                                                          | 15 грудня 2007                                             | Микола Арсененко (debut)                                   | Донецьк, Україна                                           | ТКО 3/6                                                    | |
| 2                                                          | 11 жовтня 2007                                             | Віктор Лисенко (debut)                                     | Донецьк, Україна                                           | ТКО 2/6                                                    | |
| 1                                                          | 21 серпня 2007                                             | Олександр Обозов (1-4)                                     | Донецьк, Україна                                           | ТКО 4/4                                                    | |